# 片山博
片山 博（かたやま ひろし、1923年11月12日 - 没年不明）は、福岡県北九州市出身の元プロ野球選手（投手）。

## 来歴・人物
若松中学から住友金属、門司鉄道局を経て、1948年に急映フライヤーズへ入団。1949年に16勝を挙げ、延長20回を一人で投げ抜く試合もあった。サイドスロー気味の変則フォームから繰り出されるシュートと、縦に落ちるカーブを得意とした左腕投手、1950年からは大洋ホエールズに移籍し、14勝を挙げるも前年の登板過多もあり左肩と腰を痛めてしまい、1951年は僅か3勝に終わった。同年に後楽園に日米野球で来日していたボビー・シャンツの外野での牽制練習を見て、ヒントを得て創意工夫をこらして習得した牽制でファンを沸かせ、吉田義男ら他球団の俊足走者に嫌がられた。
1952年に松竹ロビンスへトレード移籍し、9月7日の大洋戦（西京極）で先発・鈴木康司が招いた初回無死満塁のピンチに登板。4番・岩本義行を三振に打ち取るも荒川昇治に犠飛を打たれて先制されたが、6回に松竹が追いつき、延長20回の大接戦となった。この回に二塁打の目時春雄は片山のバント失敗で三封されたが、金山次郎の右中間二塁打で片山が還って2-1でサヨナラし、延長20回は現在もセ・リーグの最長イニング記録として残っている。同年には発効した野球協約の作成にもかかわり、セは片山の他に大島信雄（名古屋）・千葉茂（巨人）、パが西本幸雄（大毎）・中谷信夫（南海）・浜崎真二（阪急）が選手会役員として参画し、プロ野球発展の一翼を担った。
1953年からは広島カープに在籍し、同年は9月から10月にかけてセ・リーグ歴代2位の50イニング連続無四球を記録したほか、20個近い牽制死を奪っている。1954年6月12日の国鉄戦（高崎城南）では3-3で迎えた9回、広島は先発松山昇の代打金山に代えて片山がリリーフしたが、安居玉一に初球を左翼席へサヨナラ本塁打を打たれ一球敗戦投手になっている。白石勝巳監督は最初、エース長谷川良平を指名したが調子が悪いということで片山が5、6球投げただけで指名されたが、カーブを左翼へ運ばれた。黒岩弘を救援した国鉄の北畑利雄は2球で勝利投手になった。1955年引退。
引退後は力道山が野球部長であった明治座で選手兼任コーチ（1956年）をした後、母校・若松高監督、常石鉄工監督を歴任。若松高を12年半、常石鉄工監督・部長を11年務めた後、小倉の十条製紙バッティングセンターで子供達を5年間指導。母校の監督時代にはかつて西鉄で活躍した三好守、橋野昭南の両外野手を育てている。若松高OB会長も11年間務め、1997年の夏には後輩に譲る。

## 詳細情報

### 年度別投手成績
| 年 度     | 球 団     | 登 板 | 先 発 | 完 投 | 完 封 | 無 四 球 | 勝 利 | 敗 戦 | セ 丨 ブ | ホ 丨 ル ド | 勝 率 | 打 者 | 投 球 回 | 被 安 打 | 被 本 塁 打 | 与 四 球 | 敬 遠 | 与 死 球 | 奪 三 振 | 暴 投 | ボ 丨 ク | 失 点 | 自 責 点 | 防 御 率 | W H I P |
| --------- | --------- | ----- | ----- | ----- | ----- | -------- | ----- | ----- | -------- | ----------- | ----- | ----- | -------- | -------- | ----------- | -------- | ----- | -------- | -------- | ----- | -------- | ----- | -------- | -------- | ------- |
| 1948      | 急映 東急 | 7     | 3     | 2     | 0     | 0        | 2     | 0     | --       | --          | 1.000 | 129   | 30.0     | 24       | 0           | 15       | --    | 1        | 10       | 1     | 0        | 9     | 8        | 2.40     | 1.30    |
| 1949      | 急映 東急 | 47    | 34    | 17    | 1     | 1        | 16    | 15    | --       | --          | .516  | 1242  | 291.2    | 279      | 22          | 95       | --    | 7        | 132      | 1     | 2        | 153   | 120      | 3.70     | 1.28    |
| 1950      | 大洋      | 43    | 25    | 9     | 1     | 1        | 14    | 8     | --       | --          | .636  | 928   | 210.1    | 250      | 30          | 78       | --    | 5        | 86       | 3     | 1        | 129   | 106      | 4.52     | 1.56    |
| 1951      | 大洋      | 29    | 14    | 1     | 0     | 0        | 3     | 13    | --       | --          | .188  | 545   | 117.2    | 162      | 14          | 47       | --    | 5        | 40       | 2     | 0        | 95    | 72       | 5.49     | 1.78    |
| 1952      | 松竹      | 42    | 22    | 8     | 1     | 2        | 7     | 15    | --       | --          | .318  | 876   | 213.2    | 208      | 21          | 47       | --    | 8        | 74       | 5     | 1        | 102   | 82       | 3.45     | 1.19    |
| 1953      | 広島      | 29    | 17    | 7     | 0     | 6        | 6     | 9     | --       | --          | .400  | 648   | 145.0    | 195      | 7           | 24       | --    | 2        | 34       | 0     | 0        | 90    | 72       | 4.47     | 1.51    |
| 1954      | 広島      | 28    | 11    | 3     | 0     | 1        | 3     | 7     | --       | --          | .300  | 470   | 106.2    | 134      | 9           | 21       | --    | 1        | 26       | 1     | 0        | 67    | 56       | 4.71     | 1.45    |
| 1955      | 広島      | 21    | 9     | 0     | 0     | 0        | 1     | 5     | --       | --          | .167  | 359   | 81.1     | 107      | 12          | 19       | 1     | 3        | 23       | 0     | 0        | 52    | 43       | 4.72     | 1.55    |
| 通算：8年 | 通算：8年 | 246   | 135   | 47    | 3     | 11       | 52    | 72    | --       | --          | .419  | 5197  | 1196.1   | 1359     | 115         | 346      | 1     | 32       | 425      | 13    | 4        | 697   | 559      | 4.20     | 1.43    |

- 急映（急映フライヤーズ）は、1949年東急（東急フライヤーズ）に球団名を変更

### 背番号
- 12 （1948年 - 1951年）
- 18 （1952年）
- 16 （1953年 - 1955年）